# Tour de Suisse féminin 2023
La 3e édition du Tour de Suisse féminin, a lieu du 17 au 20 juin 2023. Elle fait partie de l'UCI World Tour féminin.
Blanka Vas remporte la première étape au sprint. Marlen Reusser gagne le contre-la-montre et prend la tête du classement général. Eleonora Gasparrini s'impose au sprint lors de la troisième étape. Enfin, sur l'ultime étape, bien que Katarzyna Niewiadoma met sa domination en danger, Marlen Reusser conserve la tête du classement général en prenant la troisième place, l'étape étant remportée par Niamh Fisher-Black. Demi Vollering est deuxième du classement général et Elisa Longo Borghini troisième. Marlen Reusser remporte le classement par points, Elise Chabbey celui de la montagne et Niamh Fisher-Black celui de la meilleure jeune. SD Worx est la meilleure équipe.

## Présentation

### Parcours
La première étape est plate et particulièrement courte avec 56 km. Le contre-la-montre de la deuxième étape s'annonce décisif. La troisième étape présente peu de difficulté tandis que la dernière comporte plusieurs côtes et doit provoquer des écarts.

### Équipes
| UCI Women's WorldTeams (11)- Canyon-SRAM Racing - Team DSM - Fenix-Deceuninck - Israel-Premier Tech Roland - Team Jumbo-Visma - Liv Racing TeqFind - Movistar Team - Team Jayco AlUla - SD Worx - Trek-Segafredo - UAE Team ADQ Équipes féminines continentales (8)- Arkéa Women - Born to win-Zhiraf-G20 - Cofidis - Coop-Hitec Products - Grand Est-Komugi-La Fabrique - Maxx-Solar Rose Women Racing - Stade rochelais Charente-Maritime - WCC Team |
| |

## Étapes
| Étape     | Date    | Villes étapes               | type                        | Distance (km) | Vainqueur d'étape   | Leader du classement général |
| --------- | ------- | --------------------------- | --------------------------- | ------------- | ------------------- | ---------------------------- |
| 1re étape | 17 juin | Weinfelden – Weinfelden     | étape de plaine             | 56            | Blanka Vas          | Blanka Vas                   |
| 2e étape  | 18 juin | Saint-Gall – Abtwil         | contre-la-montre individuel | 25,7          | Marlen Reusser      | Marlen Reusser               |
| 3e étape  | 19 juin | Saint-Gall – Ebnat-Kappel   | étape vallonnée             | 120,8         | Eleonora Gasparrini | Marlen Reusser               |
| 4e étape  | 20 juin | Ebnat-Kappel – Ebnat-Kappel | étape de montagne           | 100,8         | Niamh Fisher-Black  | Marlen Reusser               |

## Favorites
La présence du contre-la-montre, combiné à l'absence de haute montagne doit favoriser la locale Marlen Reusser. Les autres favorites sont : Demi Vollering, Juliette Labous et Elisa Longo Borghini.

## Déroulement de la course

### 1reétape
Dans la première ascension de la Burgstrasse, Elise Chabbey attaque. Son avance atteint la minute. À vingt-et-un kilomètres de l'arrivée, Lizzie Deignan attaque et est suivie par sept autres coureuses. Elles sont rapidement reprises. Elise Chabbey est revue à trois kilomètres de l'arrivée. Blanka Vas remporte le sprint.
| \| Classement de l'étape \| Classement de l'étape \| Classement de l'étape \| Classement de l'étape \| Classement de l'étape \| \| Coureuse \| Coureuse \| Pays \| Équipe \| Temps \| \| --------------------- \| ------------------------ \| --------------------- \| --------------------- \| --------------------- \| \| 1re \| Blanka Vas \| Hongrie \| SD Worx \| 1 h 24 min 09 s \| \| 2e \| Arlenis Sierra \| Cuba \| Movistar Team \| + 0 s \| \| 3e \| Eleonora Gasparrini \| Italie \| UAE Team ADQ \| + 0 s \| \| 4e \| Demi Vollering \| Pays-Bas \| SD Worx \| + 0 s \| \| 5e \| Elisa Longo Borghini \| Italie \| Trek-Segafredo \| + 0 s \| \| 6e \| Agnieszka Skalniak-Sójka \| Pologne \| Canyon-SRAM Racing \| + 0 s \| \| 7e \| Ruby Roseman-Gannon \| Australie \| Team Jayco AlUla \| + 0 s \| \| 8e \| Marlen Reusser \| Suisse \| SD Worx \| + 0 s \| \| 9e \| Katarzyna Niewiadoma \| Pologne \| Canyon-SRAM Racing \| + 0 s \| \| 10e \| Marta Jaskulska \| Pologne \| Liv Racing TeqFind \| + 4 s \| |                          |           |                    |                 |
| |                          |           |                    |                 |
| |                          |           |                    |                 |
| Classement de l'étape |                          |           |                    |                 |
| Coureuse | Coureuse                 | Pays      | Équipe             | Temps           |
| 1re | Blanka Vas               | Hongrie   | SD Worx            | 1 h 24 min 09 s |
| 2e | Arlenis Sierra           | Cuba      | Movistar Team      | + 0 s           |
| 3e | Eleonora Gasparrini      | Italie    | UAE Team ADQ       | + 0 s           |
| 4e | Demi Vollering           | Pays-Bas  | SD Worx            | + 0 s           |
| 5e | Elisa Longo Borghini     | Italie    | Trek-Segafredo     | + 0 s           |
| 6e | Agnieszka Skalniak-Sójka | Pologne   | Canyon-SRAM Racing | + 0 s           |
| 7e | Ruby Roseman-Gannon      | Australie | Team Jayco AlUla   | + 0 s           |
| 8e | Marlen Reusser           | Suisse    | SD Worx            | + 0 s           |
| 9e | Katarzyna Niewiadoma     | Pologne   | Canyon-SRAM Racing | + 0 s           |
| 10e | Marta Jaskulska          | Pologne   | Liv Racing TeqFind | + 4 s           |

| \| Classement général \| Classement général \| Classement général \| Classement général \| Classement général \| \| Coureuse \| Coureuse \| Pays \| Équipe \| Temps \| \| ------------------ \| ------------------------ \| ------------------ \| ------------------ \| ------------------ \| \| 1re \| Blanka Vas \| Hongrie \| SD Worx \| 1 h 23 min 59 s \| \| 2e \| Arlenis Sierra \| Cuba \| Movistar Team \| + 4 s \| \| 3e \| Eleonora Gasparrini \| Italie \| UAE Team ADQ \| + 6 s \| \| 4e \| Marlen Reusser \| Suisse \| SD Worx \| + 8 s \| \| 5e \| Demi Vollering \| Pays-Bas \| SD Worx \| + 9 s \| \| 6e \| Elisa Longo Borghini \| Italie \| Trek-Segafredo \| + 10 s \| \| 7e \| Agnieszka Skalniak-Sójka \| Pologne \| Canyon-SRAM Racing \| + 10 s \| \| 8e \| Ruby Roseman-Gannon \| Australie \| Team Jayco AlUla \| + 10 s \| \| 9e \| Katarzyna Niewiadoma \| Pologne \| Canyon-SRAM Racing \| + 10 s \| \| 10e \| Lauretta Hanson \| Australie \| Trek-Segafredo \| + 11 s \| |                          |           |                    |                 |
| |                          |           |                    |                 |
| |                          |           |                    |                 |
| Classement général |                          |           |                    |                 |
| Coureuse | Coureuse                 | Pays      | Équipe             | Temps           |
| 1re | Blanka Vas               | Hongrie   | SD Worx            | 1 h 23 min 59 s |
| 2e | Arlenis Sierra           | Cuba      | Movistar Team      | + 4 s           |
| 3e | Eleonora Gasparrini      | Italie    | UAE Team ADQ       | + 6 s           |
| 4e | Marlen Reusser           | Suisse    | SD Worx            | + 8 s           |
| 5e | Demi Vollering           | Pays-Bas  | SD Worx            | + 9 s           |
| 6e | Elisa Longo Borghini     | Italie    | Trek-Segafredo     | + 10 s          |
| 7e | Agnieszka Skalniak-Sójka | Pologne   | Canyon-SRAM Racing | + 10 s          |
| 8e | Ruby Roseman-Gannon      | Australie | Team Jayco AlUla   | + 10 s          |
| 9e | Katarzyna Niewiadoma     | Pologne   | Canyon-SRAM Racing | + 10 s          |
| 10e | Lauretta Hanson          | Australie | Trek-Segafredo     | + 11 s          |

### 2eétape
Marlen Reusser devance sa coéquipière Demi Vollering dans le contre-la-montre.
| \| Classement de l'étape \| Classement de l'étape \| Classement de l'étape \| Classement de l'étape \| Classement de l'étape \| \| Coureuse \| Coureuse \| Pays \| Équipe \| Temps \| \| --------------------- \| --------------------- \| --------------------- \| -------------------------- \| --------------------- \| \| 1re \| Marlen Reusser \| Suisse \| SD Worx \| 36 min 42 s \| \| 2e \| Demi Vollering \| Pays-Bas \| SD Worx \| + 8 s \| \| 3e \| Elisa Longo Borghini \| Italie \| Trek-Segafredo \| + 16 s \| \| 4e \| Brodie Chapman \| Australie \| Trek-Segafredo \| + 1 min 13 s \| \| 5e \| Amber Kraak \| Pays-Bas \| Team Jumbo-Visma \| + 1 min 27 s \| \| 6e \| Anna Kiesenhofer \| Autriche \| Israel-Premier Tech Roland \| + 1 min 30 s \| \| 7e \| Claire Steels \| Royaume-Uni \| Israel-Premier Tech Roland \| + 1 min 57 s \| \| 8e \| Juliette Labous \| France \| Team DSM \| + 2 min 01 s \| \| 9e \| Amanda Spratt \| Australie \| Trek-Segafredo \| + 2 min 04 s \| \| 10e \| Katarzyna Niewiadoma \| Pologne \| Canyon-SRAM Racing \| + 2 min 05 s \| |                      |             |                            |              |
| |                      |             |                            |              |
| |                      |             |                            |              |
| Classement de l'étape |                      |             |                            |              |
| Coureuse | Coureuse             | Pays        | Équipe                     | Temps        |
| 1re | Marlen Reusser       | Suisse      | SD Worx                    | 36 min 42 s  |
| 2e | Demi Vollering       | Pays-Bas    | SD Worx                    | + 8 s        |
| 3e | Elisa Longo Borghini | Italie      | Trek-Segafredo             | + 16 s       |
| 4e | Brodie Chapman       | Australie   | Trek-Segafredo             | + 1 min 13 s |
| 5e | Amber Kraak          | Pays-Bas    | Team Jumbo-Visma           | + 1 min 27 s |
| 6e | Anna Kiesenhofer     | Autriche    | Israel-Premier Tech Roland | + 1 min 30 s |
| 7e | Claire Steels        | Royaume-Uni | Israel-Premier Tech Roland | + 1 min 57 s |
| 8e | Juliette Labous      | France      | Team DSM                   | + 2 min 01 s |
| 9e | Amanda Spratt        | Australie   | Trek-Segafredo             | + 2 min 04 s |
| 10e | Katarzyna Niewiadoma | Pologne     | Canyon-SRAM Racing         | + 2 min 05 s |

| \| Classement général \| Classement général \| Classement général \| Classement général \| Classement général \| \| Coureuse \| Coureuse \| Pays \| Équipe \| Temps \| \| ------------------ \| -------------------- \| ------------------ \| -------------------------- \| ------------------ \| \| 1re \| Marlen Reusser \| Suisse \| SD Worx \| 2 h 00 min 49 s \| \| 2e \| Demi Vollering \| Pays-Bas \| SD Worx \| + 9 s \| \| 3e \| Elisa Longo Borghini \| Italie \| Trek-Segafredo \| + 18 s \| \| 4e \| Brodie Chapman \| Australie \| Trek-Segafredo \| + 1 min 25 s \| \| 5e \| Amber Kraak \| Pays-Bas \| Team Jumbo-Visma \| + 1 min 39 s \| \| 6e \| Katarzyna Niewiadoma \| Pologne \| Canyon-SRAM Racing \| + 2 min 07 s \| \| 7e \| Ruby Roseman-Gannon \| Australie \| Team Jayco AlUla \| + 2 min 08 s \| \| 8e \| Elise Chabbey \| Suisse \| Canyon-SRAM Racing \| + 2 min 12 s \| \| 9e \| Juliette Labous \| France \| Team DSM \| + 2 min 13 s \| \| 10e \| Claire Steels \| Royaume-Uni \| Israel-Premier Tech Roland \| + 2 min 15 s \| |                      |             |                            |                 |
| |                      |             |                            |                 |
| |                      |             |                            |                 |
| Classement général |                      |             |                            |                 |
| Coureuse | Coureuse             | Pays        | Équipe                     | Temps           |
| 1re | Marlen Reusser       | Suisse      | SD Worx                    | 2 h 00 min 49 s |
| 2e | Demi Vollering       | Pays-Bas    | SD Worx                    | + 9 s           |
| 3e | Elisa Longo Borghini | Italie      | Trek-Segafredo             | + 18 s          |
| 4e | Brodie Chapman       | Australie   | Trek-Segafredo             | + 1 min 25 s    |
| 5e | Amber Kraak          | Pays-Bas    | Team Jumbo-Visma           | + 1 min 39 s    |
| 6e | Katarzyna Niewiadoma | Pologne     | Canyon-SRAM Racing         | + 2 min 07 s    |
| 7e | Ruby Roseman-Gannon  | Australie   | Team Jayco AlUla           | + 2 min 08 s    |
| 8e | Elise Chabbey        | Suisse      | Canyon-SRAM Racing         | + 2 min 12 s    |
| 9e | Juliette Labous      | France      | Team DSM                   | + 2 min 13 s    |
| 10e | Claire Steels        | Royaume-Uni | Israel-Premier Tech Roland | + 2 min 15 s    |

### 3eétape
Becky Storrie s'échappe seule. Elle a quarante-deux secondes d'avance, mais est reprise avant la première difficulté. À quarante-cinq kilomètres de la ligne, Paula Patiño attaque. Elle est accompagnée de : Blanka Vas, Pauliena Rooijakkers et Eva van Agt. Elles sont rejointes dix kilomètres plus loin par Julie van de Velde et Urška Žigart. Dans la côte vers Ricken, cette dernière sort seule. Katarzyna Niewiadoma revient sur le groupe de chasse, mais on ne la laisse pas sortir pour rejoindre la Slovène. Ce groupe est repris à sept kilomètres de l'arrivée. Žigart est rattrapée à 100 m de la ligne par le peloton. Eleonora Camilla Gasparrini se montre la plus rapide.
| \| Classement de l'étape \| Classement de l'étape \| Classement de l'étape \| Classement de l'étape \| Classement de l'étape \| \| Coureuse \| Coureuse \| Pays \| Équipe \| Temps \| \| --------------------- \| --------------------- \| --------------------- \| --------------------- \| --------------------- \| \| 1re \| Eleonora Gasparrini \| Italie \| UAE Team ADQ \| 3 h 04 min 12 s \| \| 2e \| Arlenis Sierra \| Cuba \| Movistar Team \| + 0 s \| \| 3e \| Tereza Neumanová \| Tchéquie \| Liv Racing TeqFind \| + 0 s \| \| 4e \| Blanka Vas \| Hongrie \| SD Worx \| + 0 s \| \| 5e \| Alexandra Manly \| Australie \| Team Jayco AlUla \| + 0 s \| \| 6e \| Demi Vollering \| Pays-Bas \| SD Worx \| + 0 s \| \| 7e \| Katarzyna Niewiadoma \| Pologne \| Canyon-SRAM Racing \| + 0 s \| \| 8e \| Marlen Reusser \| Suisse \| SD Worx \| + 0 s \| \| 9e \| Elise Chabbey \| Suisse \| Canyon-SRAM Racing \| + 0 s \| \| 10e \| Victoire Berteau \| France \| Cofidis \| + 0 s \| |                      |           |                    |                 |
| |                      |           |                    |                 |
| |                      |           |                    |                 |
| Classement de l'étape |                      |           |                    |                 |
| Coureuse | Coureuse             | Pays      | Équipe             | Temps           |
| 1re | Eleonora Gasparrini  | Italie    | UAE Team ADQ       | 3 h 04 min 12 s |
| 2e | Arlenis Sierra       | Cuba      | Movistar Team      | + 0 s           |
| 3e | Tereza Neumanová     | Tchéquie  | Liv Racing TeqFind | + 0 s           |
| 4e | Blanka Vas           | Hongrie   | SD Worx            | + 0 s           |
| 5e | Alexandra Manly      | Australie | Team Jayco AlUla   | + 0 s           |
| 6e | Demi Vollering       | Pays-Bas  | SD Worx            | + 0 s           |
| 7e | Katarzyna Niewiadoma | Pologne   | Canyon-SRAM Racing | + 0 s           |
| 8e | Marlen Reusser       | Suisse    | SD Worx            | + 0 s           |
| 9e | Elise Chabbey        | Suisse    | Canyon-SRAM Racing | + 0 s           |
| 10e | Victoire Berteau     | France    | Cofidis            | + 0 s           |

| \| Classement général \| Classement général \| Classement général \| Classement général \| Classement général \| \| Coureuse \| Coureuse \| Pays \| Équipe \| Temps \| \| ------------------ \| -------------------- \| ------------------ \| -------------------------- \| ------------------ \| \| 1re \| Marlen Reusser \| Suisse \| SD Worx \| 5 h 05 min 01 s \| \| 2e \| Demi Vollering \| Pays-Bas \| SD Worx \| + 9 s \| \| 3e \| Elisa Longo Borghini \| Italie \| Trek-Segafredo \| + 18 s \| \| 4e \| Brodie Chapman \| Australie \| Trek-Segafredo \| + 1 min 25 s \| \| 5e \| Amber Kraak \| Pays-Bas \| Team Jumbo-Visma \| + 1 min 39 s \| \| 6e \| Katarzyna Niewiadoma \| Pologne \| Canyon-SRAM Racing \| + 2 min 07 s \| \| 7e \| Elise Chabbey \| Suisse \| Canyon-SRAM Racing \| + 2 min 12 s \| \| 8e \| Claire Steels \| Royaume-Uni \| Israel-Premier Tech Roland \| + 2 min 15 s \| \| 9e \| Arlenis Sierra \| Cuba \| Movistar Team \| + 2 min 27 s \| \| 10e \| Olivia Baril \| Canada \| UAE Team ADQ \| + 2 min 28 s \| |                      |             |                            |                 |
| |                      |             |                            |                 |
| |                      |             |                            |                 |
| Classement général |                      |             |                            |                 |
| Coureuse | Coureuse             | Pays        | Équipe                     | Temps           |
| 1re | Marlen Reusser       | Suisse      | SD Worx                    | 5 h 05 min 01 s |
| 2e | Demi Vollering       | Pays-Bas    | SD Worx                    | + 9 s           |
| 3e | Elisa Longo Borghini | Italie      | Trek-Segafredo             | + 18 s          |
| 4e | Brodie Chapman       | Australie   | Trek-Segafredo             | + 1 min 25 s    |
| 5e | Amber Kraak          | Pays-Bas    | Team Jumbo-Visma           | + 1 min 39 s    |
| 6e | Katarzyna Niewiadoma | Pologne     | Canyon-SRAM Racing         | + 2 min 07 s    |
| 7e | Elise Chabbey        | Suisse      | Canyon-SRAM Racing         | + 2 min 12 s    |
| 8e | Claire Steels        | Royaume-Uni | Israel-Premier Tech Roland | + 2 min 15 s    |
| 9e | Arlenis Sierra       | Cuba        | Movistar Team              | + 2 min 27 s    |
| 10e | Olivia Baril         | Canada      | UAE Team ADQ               | + 2 min 28 s    |

### 4eétape
Un groupe de dix coureuses sort en début d'étape. Après la montée de la côte de Wintersbergstrasse, à cinquante-sept kilomètres de l'arrivée, seules Julie Van de Velde et Églantine Rayer sont encore à l'avant. Dans la descente, Brodie Chapman attaque. Elle est suivie par Katarzyna Niewiadoma avec Niamh Fisher-Black. Chapman est ensuite distancée. Dans la côte de Schorüti, Niewiadoma et Fisher-Black opèrent la jonction avec Van de Velde et Rayer. Elles passent au sommet avec une minute vingt d'avance. Dans la seconde ascension de Schorüti, Niewiadoma et Fisher-Black distancent les deux autres concurrentes. À seize kilomètres du but, Niewiadoma est virtuellement en tête du classement général. Derrière, seule Vollering mène la chasse. Marlen Reusser sort seule dans une descente et reprend du terrain sur la tête. Fisher-Black remporte l'étape. Reusser arrive trente-sept secondes plus tard et remporte ainsi l'épreuve.
| \| Classement de l'étape \| Classement de l'étape \| Classement de l'étape \| Classement de l'étape \| Classement de l'étape \| \| Coureuse \| Coureuse \| Pays \| Équipe \| Temps \| \| --------------------- \| --------------------- \| --------------------- \| -------------------------- \| --------------------- \| \| 1re \| Niamh Fisher-Black \| Nouvelle-Zélande \| SD Worx \| 2 h 47 min 49 s \| \| 2e \| Katarzyna Niewiadoma \| Pologne \| Canyon-SRAM Racing \| + 1 s \| \| 3e \| Marlen Reusser \| Suisse \| SD Worx \| + 37 s \| \| 4e \| Demi Vollering \| Pays-Bas \| SD Worx \| + 1 min 25 s \| \| 5e \| Églantine Rayer \| France \| Team DSM \| + 1 min 25 s \| \| 6e \| Julie Van de Velde \| Belgique \| Fenix-Deceuninck \| + 1 min 25 s \| \| 7e \| Petra Stiasny \| Suisse \| Fenix-Deceuninck \| + 1 min 28 s \| \| 8e \| Elisa Longo Borghini \| Italie \| Trek-Segafredo \| + 1 min 31 s \| \| 9e \| Elise Chabbey \| Suisse \| Canyon-SRAM Racing \| + 1 min 55 s \| \| 10e \| Claire Steels \| Royaume-Uni \| Israel-Premier Tech Roland \| + 1 min 55 s \| |                      |                  |                            |                 |
| |                      |                  |                            |                 |
| |                      |                  |                            |                 |
| Classement de l'étape |                      |                  |                            |                 |
| Coureuse | Coureuse             | Pays             | Équipe                     | Temps           |
| 1re | Niamh Fisher-Black   | Nouvelle-Zélande | SD Worx                    | 2 h 47 min 49 s |
| 2e | Katarzyna Niewiadoma | Pologne          | Canyon-SRAM Racing         | + 1 s           |
| 3e | Marlen Reusser       | Suisse           | SD Worx                    | + 37 s          |
| 4e | Demi Vollering       | Pays-Bas         | SD Worx                    | + 1 min 25 s    |
| 5e | Églantine Rayer      | France           | Team DSM                   | + 1 min 25 s    |
| 6e | Julie Van de Velde   | Belgique         | Fenix-Deceuninck           | + 1 min 25 s    |
| 7e | Petra Stiasny        | Suisse           | Fenix-Deceuninck           | + 1 min 28 s    |
| 8e | Elisa Longo Borghini | Italie           | Trek-Segafredo             | + 1 min 31 s    |
| 9e | Elise Chabbey        | Suisse           | Canyon-SRAM Racing         | + 1 min 55 s    |
| 10e | Claire Steels        | Royaume-Uni      | Israel-Premier Tech Roland | + 1 min 55 s    |

## Classements finals

### Classement général final
| \| Classement général \| Classement général \| Classement général \| Classement général \| Classement général \| \| Coureuse \| Coureuse \| Pays \| Équipe \| Temps \| \| ------------------ \| -------------------- \| ------------------ \| -------------------------- \| ------------------ \| \| 1re \| Marlen Reusser \| Suisse \| SD Worx \| 7 h 53 min 22 s \| \| 2e \| Demi Vollering \| Pays-Bas \| SD Worx \| + 1 min 02 s \| \| 3e \| Elisa Longo Borghini \| Italie \| Trek-Segafredo \| + 1 min 17 s \| \| 4e \| Katarzyna Niewiadoma \| Pologne \| Canyon-SRAM Racing \| + 1 min 24 s \| \| 5e \| Elise Chabbey \| Suisse \| Canyon-SRAM Racing \| + 3 min 35 s \| \| 6e \| Claire Steels \| Royaume-Uni \| Israel-Premier Tech Roland \| + 3 min 38 s \| \| 7e \| Urška Žigart \| Slovénie \| Team Jayco AlUla \| + 4 min 21 s \| \| 8e \| Niamh Fisher-Black \| Nouvelle-Zélande \| SD Worx \| + 4 min 57 s \| \| 9e \| Amber Kraak \| Pays-Bas \| Team Jumbo-Visma \| + 5 min 03 s \| \| 10e \| Églantine Rayer \| France \| Team DSM \| + 5 min 12 s \| |                      |                  |                            |                 |
| |                      |                  |                            |                 |
| |                      |                  |                            |                 |
| Classement général |                      |                  |                            |                 |
| Coureuse | Coureuse             | Pays             | Équipe                     | Temps           |
| 1re | Marlen Reusser       | Suisse           | SD Worx                    | 7 h 53 min 22 s |
| 2e | Demi Vollering       | Pays-Bas         | SD Worx                    | + 1 min 02 s    |
| 3e | Elisa Longo Borghini | Italie           | Trek-Segafredo             | + 1 min 17 s    |
| 4e | Katarzyna Niewiadoma | Pologne          | Canyon-SRAM Racing         | + 1 min 24 s    |
| 5e | Elise Chabbey        | Suisse           | Canyon-SRAM Racing         | + 3 min 35 s    |
| 6e | Claire Steels        | Royaume-Uni      | Israel-Premier Tech Roland | + 3 min 38 s    |
| 7e | Urška Žigart         | Slovénie         | Team Jayco AlUla           | + 4 min 21 s    |
| 8e | Niamh Fisher-Black   | Nouvelle-Zélande | SD Worx                    | + 4 min 57 s    |
| 9e | Amber Kraak          | Pays-Bas         | Team Jumbo-Visma           | + 5 min 03 s    |
| 10e | Églantine Rayer      | France           | Team DSM                   | + 5 min 12 s    |

### Points UCI
| Position                  | 1er | 2e  | 3e  | 4e  | 5e  | 6e  | 7e  | 8e  | 9e | 10e | 11e | 12e | 13e | 14e | 15e | 16e à 20e | 21e à 30e | 31e à 40e |  |  |
| Classement général        | 400 | 320 | 260 | 220 | 180 | 140 | 120 | 100 | 80 | 68  | 56  | 48  | 40  | 32  | 28  | 24        | 16        | 8         |  |  |
| Étapes et demi-étapes     | 50  | 40  | 30  | 25  | 20  | 18  | 15  | 10  | 8  | 6   |     |     |     |     |     |           |           |           |  |  |
| Port du maillot de leader | 8   |     |     |     |     |     |     |     |    |     |     |     |     |     |     |           |           |           |  |  |

### Classements annexes
| Classement par points | Classement par points | Classement par points | Classement par points | Classement par points |
| Coureuse              | Coureuse              | Pays                  | Équipe                | Points                |
| --------------------- | --------------------- | --------------------- | --------------------- | --------------------- |
| 1re                   | Marlen Reusser        | Suisse                | SD Worx               | 21 pts                |
| 2e                    | Blanka Vas            | Hongrie               | SD Worx               | 20 pts                |
| 3e                    | Eleonora Gasparrini   | Italie                | UAE Team ADQ          | 18 pts                |
| 4e                    | Demi Vollering        | Pays-Bas              | SD Worx               | 17 pts                |
| 5e                    | Niamh Fisher-Black    | Nouvelle-Zélande      | SD Worx               | 16 pts                |
| 6e                    | Katarzyna Niewiadoma  | Pologne               | Canyon-SRAM Racing    | 16 pts                |
| 7e                    | Arlenis Sierra        | Cuba                  | Movistar Team         | 16 pts                |
| 8e                    | Elise Chabbey         | Suisse                | Canyon-SRAM Racing    | 12 pts                |
| 9e                    | Elisa Longo Borghini  | Italie                | Trek-Segafredo        | 8 pts                 |
| 10e                   | Tereza Neumanová      | Tchéquie              | Liv Racing TeqFind    | 6 pts                 |

| Classement par points | Classement par points | Classement par points | Classement par points | Classement par points |
| Coureuse              | Coureuse              | Pays                  | Équipe                | Points                |
| --------------------- | --------------------- | --------------------- | --------------------- | --------------------- |
| 1re                   | Marlen Reusser        | Suisse                | SD Worx               | 21 pts                |
| 2e                    | Blanka Vas            | Hongrie               | SD Worx               | 20 pts                |
| 3e                    | Eleonora Gasparrini   | Italie                | UAE Team ADQ          | 18 pts                |
| 4e                    | Demi Vollering        | Pays-Bas              | SD Worx               | 17 pts                |
| 5e                    | Niamh Fisher-Black    | Nouvelle-Zélande      | SD Worx               | 16 pts                |
| 6e                    | Katarzyna Niewiadoma  | Pologne               | Canyon-SRAM Racing    | 16 pts                |
| 7e                    | Arlenis Sierra        | Cuba                  | Movistar Team         | 16 pts                |
| 8e                    | Elise Chabbey         | Suisse                | Canyon-SRAM Racing    | 12 pts                |
| 9e                    | Elisa Longo Borghini  | Italie                | Trek-Segafredo        | 8 pts                 |
| 10e                   | Tereza Neumanová      | Tchéquie              | Liv Racing TeqFind    | 6 pts                 |

| Classement de la montagne | Classement de la montagne | Classement de la montagne | Classement de la montagne | Classement de la montagne |
| Coureuse                  | Coureuse                  | Pays                      | Équipe                    | Points                    |
| ------------------------- | ------------------------- | ------------------------- | ------------------------- | ------------------------- |
| 1re                       | Elise Chabbey             | Suisse                    | Canyon-SRAM Racing        | 21 pts                    |
| 2e                        | Julie Van de Velde        | Belgique                  | Fenix-Deceuninck          | 18 pts                    |
| 3e                        | Katarzyna Niewiadoma      | Pologne                   | Canyon-SRAM Racing        | 18 pts                    |
| 4e                        | Demi Vollering            | Pays-Bas                  | SD Worx                   | 9 pts                     |
| 5e                        | Églantine Rayer           | France                    | Team DSM                  | 9 pts                     |
| 6e                        | Amanda Spratt             | Australie                 | Trek-Segafredo            | 8 pts                     |
| 7e                        | Marlen Reusser            | Suisse                    | SD Worx                   | 7 pts                     |
| 8e                        | Niamh Fisher-Black        | Nouvelle-Zélande          | SD Worx                   | 7 pts                     |
| 9e                        | Urška Žigart              | Slovénie                  | Team Jayco AlUla          | 6 pts                     |
| 10e                       | Rosita Reijnhout          | Pays-Bas                  | Team Jumbo-Visma          | 6 pts                     |

| Classement de la montagne | Classement de la montagne | Classement de la montagne | Classement de la montagne | Classement de la montagne |
| Coureuse                  | Coureuse                  | Pays                      | Équipe                    | Points                    |
| ------------------------- | ------------------------- | ------------------------- | ------------------------- | ------------------------- |
| 1re                       | Elise Chabbey             | Suisse                    | Canyon-SRAM Racing        | 21 pts                    |
| 2e                        | Julie Van de Velde        | Belgique                  | Fenix-Deceuninck          | 18 pts                    |
| 3e                        | Katarzyna Niewiadoma      | Pologne                   | Canyon-SRAM Racing        | 18 pts                    |
| 4e                        | Demi Vollering            | Pays-Bas                  | SD Worx                   | 9 pts                     |
| 5e                        | Églantine Rayer           | France                    | Team DSM                  | 9 pts                     |
| 6e                        | Amanda Spratt             | Australie                 | Trek-Segafredo            | 8 pts                     |
| 7e                        | Marlen Reusser            | Suisse                    | SD Worx                   | 7 pts                     |
| 8e                        | Niamh Fisher-Black        | Nouvelle-Zélande          | SD Worx                   | 7 pts                     |
| 9e                        | Urška Žigart              | Slovénie                  | Team Jayco AlUla          | 6 pts                     |
| 10e                       | Rosita Reijnhout          | Pays-Bas                  | Team Jumbo-Visma          | 6 pts                     |

| Classement du meilleur jeune | Classement du meilleur jeune | Classement du meilleur jeune | Classement du meilleur jeune | Classement du meilleur jeune |
| Coureuse                     | Coureuse                     | Pays                         | Équipe                       | Temps                        |
| ---------------------------- | ---------------------------- | ---------------------------- | ---------------------------- | ---------------------------- |
| 1re                          | Niamh Fisher-Black           | Nouvelle-Zélande             | SD Worx                      | 7 h 58 min 19 s              |
| 2e                           | Églantine Rayer              | France                       | Team DSM                     | + 15 s                       |
| 3e                           | Eleonora Gasparrini          | Italie                       | UAE Team ADQ                 | + 1 min 32 s                 |
| 4e                           | Ruby Roseman-Gannon          | Australie                    | Team Jayco AlUla             | + 1 min 47 s                 |
| 5e                           | Kim Cadzow                   | Nouvelle-Zélande             | Team Jumbo-Visma             | + 2 min 23 s                 |
| 6e                           | Petra Stiasny                | Suisse                       | Fenix-Deceuninck             | + 4 min 02 s                 |
| 7e                           | Greta Marturano              | Italie                       | Fenix-Deceuninck             | + 4 min 49 s                 |
| 8e                           | Mikayla Harvey               | Nouvelle-Zélande             | UAE Team ADQ                 | + 5 min 10 s                 |
| 9e                           | Caroline Andersson           | Suède                        | Liv Racing TeqFind           | + 7 min 00 s                 |
| 10e                          | Elena Pirrone                | Italie                       | Israel-Premier Tech Roland   | + 7 min 17 s                 |

| Classement du meilleur jeune | Classement du meilleur jeune | Classement du meilleur jeune | Classement du meilleur jeune | Classement du meilleur jeune |
| Coureuse                     | Coureuse                     | Pays                         | Équipe                       | Temps                        |
| ---------------------------- | ---------------------------- | ---------------------------- | ---------------------------- | ---------------------------- |
| 1re                          | Niamh Fisher-Black           | Nouvelle-Zélande             | SD Worx                      | 7 h 58 min 19 s              |
| 2e                           | Églantine Rayer              | France                       | Team DSM                     | + 15 s                       |
| 3e                           | Eleonora Gasparrini          | Italie                       | UAE Team ADQ                 | + 1 min 32 s                 |
| 4e                           | Ruby Roseman-Gannon          | Australie                    | Team Jayco AlUla             | + 1 min 47 s                 |
| 5e                           | Kim Cadzow                   | Nouvelle-Zélande             | Team Jumbo-Visma             | + 2 min 23 s                 |
| 6e                           | Petra Stiasny                | Suisse                       | Fenix-Deceuninck             | + 4 min 02 s                 |
| 7e                           | Greta Marturano              | Italie                       | Fenix-Deceuninck             | + 4 min 49 s                 |
| 8e                           | Mikayla Harvey               | Nouvelle-Zélande             | UAE Team ADQ                 | + 5 min 10 s                 |
| 9e                           | Caroline Andersson           | Suède                        | Liv Racing TeqFind           | + 7 min 00 s                 |
| 10e                          | Elena Pirrone                | Italie                       | Israel-Premier Tech Roland   | + 7 min 17 s                 |

## Évolution des classements
| Étape              |                             | Vainqueur _         | Classement général | Classement par points | Meilleure grimpeuse | Meilleure jeune     | Meilleure équipe _ |
| ------------------ | --------------------------- | ------------------- | ------------------ | --------------------- | ------------------- | ------------------- | ------------------ |
| 1re étape          | étape de plaine             | Blanka Vas          | Blanka Vas         | Blanka Vas            | Elise Chabbey       | Blanka Vas          | SD Worx            |
| 2e étape           | contre-la-montre individuel | Marlen Reusser      | Marlen Reusser     | Marlen Reusser        | Elise Chabbey       | Ruby Roseman-Gannon | Trek-Segafredo     |
| 3e étape           | étape vallonnée             | Eleonora Gasparrini | Marlen Reusser     | Blanka Vas            | Elise Chabbey       | Victoire Berteau    | SD Worx            |
| 4e étape           | étape de montagne           | Niamh Fisher-Black  | Marlen Reusser     | Marlen Reusser        | Elise Chabbey       | Niamh Fisher-Black  | SD Worx            |
| Classements finals | Classements finals          |                     | Marlen Reusser     | Marlen Reusser        | Elise Chabbey       | Niamh Fisher-Black  | SD Worx            |

## Liste des participantes
| Trek-Segafredo TFS | Trek-Segafredo TFS                  | Trek-Segafredo TFS |
| ------------------ | ----------------------------------- | ------------------ |
| Num                | Coureuse                            | Pos                |
| 1                  | Lucinda Brand (NED)                 | AB-4               |
| 2                  | Brodie Chapman (AUS) (route)        | 16e                |
| 3                  | Lizzie Deignan (GBR)                | 38e                |
| 4                  | Lauretta Hanson (AUS)               | 35e                |
| 5                  | Elisa Longo Borghini (ITA) (chrono) | 3e                 |
| 6                  | Amanda Spratt (AUS)                 | 20e                |

| Arkéa Pro Cycling Team ARK | Arkéa Pro Cycling Team ARK  | Arkéa Pro Cycling Team ARK |
| -------------------------- | --------------------------- | -------------------------- |
| Num                        | Coureuse                    | Pos                        |
| 11                         | Clara Emond (CAN)           | 29e                        |
| 12                         | Megan Armitage (IRL)        | 78e                        |
| 13                         | Maaike Coljé (NED)          | 51e                        |
| 14                         | Danielle De Francesco (AUS) | 41e                        |
| 15                         | Anastasiya Kolesava (BLR)   | 55e                        |
| 16                         | Anaïs Morichon (FRA)        | AB-3                       |

| Born To Win-Zhiraf-G20 BTW | Born To Win-Zhiraf-G20 BTW | Born To Win-Zhiraf-G20 BTW |
| -------------------------- | -------------------------- | -------------------------- |
| Num                        | Coureuse                   | Pos                        |
| 21                         | Sara Casasola (ITA)        | 45e                        |
| 22                         | Zina Barhoumi (SUI)        | 75e                        |
| 23                         | Lea Fuchs (SUI)            | 54e                        |
| 24                         | Marta Romance (ESP)        | HD-2                       |
| 25                         | Giorgia Serena (ITA)       | HD-2                       |
| 26                         | Ella Simpson (AUS)         | AB-3                       |

| Canyon-SRAM Racing CSR | Canyon-SRAM Racing CSR                  | Canyon-SRAM Racing CSR |
| ---------------------- | --------------------------------------- | ---------------------- |
| Num                    | Coureuse                                | Pos                    |
| 31                     | Katarzyna Niewiadoma (POL)              | 4e                     |
| 32                     | Ricarda Bauernfeind (GER)               | NP-3                   |
| 33                     | Elise Chabbey (SUI)                     | 5e                     |
| 34                     | Tiffany Cromwell (AUS)                  | 42e                    |
| 35                     | Pauliena Rooijakkers (NED)              | 22e                    |
| 36                     | Agnieszka Skalniak-Sójka (POL) (chrono) | 50e                    |

| Cofidis COF | Cofidis COF            | Cofidis COF |
| ----------- | ---------------------- | ----------- |
| Num         | Coureuse               | Pos         |
| 41          | Clara Koppenburg (GER) | 12e         |
| 42          | Victoire Berteau (FRA) | 31e         |
| 43          | Flavie Boulais (FRA)   | 74e         |
| 44          | Morgane Coston (FRA)   | AB-4        |
| 45          | Valentine Fortin (FRA) | AB-4        |
| 46          | Rachel Neylan (AUS)    | 46e         |

| Fenix-Deceuninck FED | Fenix-Deceuninck FED       | Fenix-Deceuninck FED |
| -------------------- | -------------------------- | -------------------- |
| Num                  | Coureuse                   | Pos                  |
| 51                   | Yara Kastelijn (NED)       | AB-2                 |
| 52                   | Greta Marturano (ITA)      | 21e                  |
| 53                   | Petra Stiasny (SUI)        | 19e                  |
| 54                   | Julie Van de Velde (BEL)   | 13e                  |
| 55                   | Inge van der Heijden (NED) | 44e                  |
| 56                   | Sophie Wright (GBR)        | AB-4                 |

| Israel-Premier Tech Roland CGS | Israel-Premier Tech Roland CGS | Israel-Premier Tech Roland CGS |
| ------------------------------ | ------------------------------ | ------------------------------ |
| Num                            | Coureuse                       | Pos                            |
| 61                             | Claire Steels (GBR)            | 6e                             |
| 62                             | Caroline Baur (SUI) (route)    | AB-4                           |
| 63                             | Elena Hartmann (SUI) (chrono)  | 40e                            |
| 64                             | Anna Kiesenhofer (AUT)         | NP-3                           |
| 65                             | Elena Pirrone (ITA)            | 28e                            |
| 66                             | Lara Vieceli (ITA)             | AB-3                           |

| Liv Racing TeqFind LIV | Liv Racing TeqFind LIV         | Liv Racing TeqFind LIV |
| ---------------------- | ------------------------------ | ---------------------- |
| Num                    | Coureuse                       | Pos                    |
| 71                     | Marta Jaskulska (POL)          | NP-4                   |
| 72                     | Caroline Andersson (SWE)       | 27e                    |
| 73                     | Valerie Demey (BEL)            | 73e                    |
| 74                     | Tereza Neumanová (CZE) (route) | 48e                    |
| 75                     | Katia Ragusa (ITA)             | AB-3                   |
| 76                     | Sabrina Stultiens (NED)        | 67e                    |

| Maxx-Solar Rose Women Racing ___ | Maxx-Solar Rose Women Racing ___ | Maxx-Solar Rose Women Racing ___ |
| -------------------------------- | -------------------------------- | -------------------------------- |
| Num                              | Coureuse                         | Pos                              |
| 81                               | Lydia Wegemund (GER)             | 76e                              |
| 82                               | Leila Gschwentner (AUT)          | 81e                              |
| 83                               | Lisa Kromm (GER)                 | 80e                              |
| 84                               | Olivia Schoppe (GER)             | AB-3                             |
| 85                               | Jette Simon (GER)                | 79e                              |
| 86                               | Michelle Stark (SUI)             | NP-2                             |

| Movistar Team MOV | Movistar Team MOV            | Movistar Team MOV |
| ----------------- | ---------------------------- | ----------------- |
| Num               | Coureuse                     | Pos               |
| 91                | Floortje Mackaij (NED)       | 37e               |
| 92                | Katrine Aalerud (NOR)        | 30e               |
| 93                | Sara Martín (ESP)            | 72e               |
| 94                | Paula Patiño (COL)           | 34e               |
| 95                | Arlenis Sierra (CUB) (route) | 18e               |

| Stade Rochelais Charente-Maritime CMW | Stade Rochelais Charente-Maritime CMW | Stade Rochelais Charente-Maritime CMW |
| ------------------------------------- | ------------------------------------- | ------------------------------------- |
| Num                                   | Coureuse                              | Pos                                   |
| 101                                   | Lotte Claes (BEL)                     | 25e                                   |
| 102                                   | Noémie Abgrall (FRA)                  | AB-4                                  |
| 103                                   | Marine Allione (FRA)                  | AB-3                                  |
| 104                                   | Floraine Bernard (FRA)                | HD-2                                  |
| 105                                   | Natalie Grinczer (GBR)                | 24e                                   |
| 106                                   | Maëva Squiban (FRA)                   | 70e                                   |

| Coop-Hitec Products HPU | Coop-Hitec Products HPU       | Coop-Hitec Products HPU |
| ----------------------- | ----------------------------- | ----------------------- |
| Num                     | Coureuse                      | Pos                     |
| 111                     | Sigrid Ytterhus Haugset (NOR) | 39e                     |
| 112                     | Stine Dale (NOR)              | 63e                     |
| 113                     | India Grangier (FRA)          | AB-3                    |
| 114                     | Kerry Jonker (RSA)            | AB-3                    |
| 115                     | Tiril Jørgensen (NOR)         | 64e                     |

| Team DSM DSM | Team DSM DSM            | Team DSM DSM |
| ------------ | ----------------------- | ------------ |
| Num          | Coureuse                | Pos          |
| 121          | Juliette Labous (FRA)   | AB-3         |
| 122          | Francesca Barale (ITA)  | 32e          |
| 123          | Eleonora Ciabocco (ITA) | 52e          |
| 124          | Églantine Rayer (FRA)   | 10e          |
| 125          | Becky Storrie (GBR)     | 65e          |
| 126          | Nienke Vinke (NED)      | 60e          |

| Grand Est-Komugi-La Fabrique GEK | Grand Est-Komugi-La Fabrique GEK | Grand Est-Komugi-La Fabrique GEK |
| -------------------------------- | -------------------------------- | -------------------------------- |
| Num                              | Coureuse                         | Pos                              |
| 131                              | Fabienne Buri (SUI)              | AB-3                             |
| 132                              | Solbjørk Minke Anderson (DEN)    | 56e                              |
| 133                              | Eyeru Tesfoam Gebru (ETH)        | 69e                              |
| 134                              | Léa Stern (SUI)                  | AB-2                             |
| 135                              | Ségolène Thomas (FRA)            | 47e                              |
| 136                              | Anabel Yapura (ARG) (chrono)     | 53e                              |

| Team Jayco AlUla BEX | Team Jayco AlUla BEX        | Team Jayco AlUla BEX |
| -------------------- | --------------------------- | -------------------- |
| Num                  | Coureuse                    | Pos                  |
| 141                  | Alexandra Manly (AUS)       | 43e                  |
| 142                  | Jessica Allen (AUS)         | 77e                  |
| 143                  | Georgia Baker (AUS)         | 71e                  |
| 144                  | Ruby Roseman-Gannon (AUS)   | 15e                  |
| 145                  | Wei Shi Chelsie Tan (SGP)   | AB-3                 |
| 146                  | Urška Žigart (SLO) (chrono) | 7e                   |

| SD Worx SDW | SD Worx SDW                        | SD Worx SDW |
| ----------- | ---------------------------------- | ----------- |
| Num         | Coureuse                           | Pos         |
| 151         | Demi Vollering (NED)               | 2e          |
| 152         | Elena Cecchini (ITA)               | 66e         |
| 153         | Niamh Fisher-Black (NZL)           | 8e          |
| 154         | Marlen Reusser (SUI) (chrono)      | 1re         |
| 155         | Marie Schreiber (LUX)              | AB-4        |
| 156         | Blanka Vas (HUN) (route et chrono) | 33e         |

| UAE Team ADQ UAD | UAE Team ADQ UAD            | UAE Team ADQ UAD |
| ---------------- | --------------------------- | ---------------- |
| Num              | Coureuse                    | Pos              |
| 161              | Marta Bastianelli (ITA)     | AB-4             |
| 162              | Alena Amialiusik (BLR)      | 49e              |
| 163              | Olivia Baril (CAN)          | 11e              |
| 164              | Eugenia Bujak (SLO) (route) | 59e              |
| 165              | Eleonora Gasparrini (ITA)   | 14e              |
| 166              | Mikayla Harvey (NZL)        | 23e              |

| Centre mondial du cyclisme WCC | Centre mondial du cyclisme WCC | Centre mondial du cyclisme WCC |
| ------------------------------ | ------------------------------ | ------------------------------ |
| Num                            | Coureuse                       | Pos                            |
| 171                            | Maude Le Roux (RSA)            | 58e                            |
| 172                            | Natalia Franco (COL)           | 61e                            |
| 173                            | Selam Ahama Gerefiel (ETH)     | 62e                            |
| 174                            | Dziyana Lebedz (BLR)           | AB-1                           |
| 175                            | Jasmin Liechti (SUI)           | 68e                            |
| 176                            | Luciana Roland (ARG)           | HD-2                           |

| Team Jumbo-Visma TJV | Team Jumbo-Visma TJV      | Team Jumbo-Visma TJV |
| -------------------- | ------------------------- | -------------------- |
| Num                  | Coureuse                  | Pos                  |
| 181                  | Amber Kraak (NED)         | 9e                   |
| 182                  | Carlijn Achtereekte (NED) | 57e                  |
| 183                  | Kim Cadzow (NZL)          | 17e                  |
| 184                  | Rosita Reijnhout (NED)    | 36e                  |
| 185                  | Eva van Agt (NED)         | 26e                  |
| 186                  | Nienke Veenhoven (NED)    | HD-2                 |

| Trek-Segafredo TFS | Trek-Segafredo TFS                  | Trek-Segafredo TFS |
| ------------------ | ----------------------------------- | ------------------ |
| Num                | Coureuse                            | Pos                |
| 1                  | Lucinda Brand (NED)                 | AB-4               |
| 2                  | Brodie Chapman (AUS) (route)        | 16e                |
| 3                  | Lizzie Deignan (GBR)                | 38e                |
| 4                  | Lauretta Hanson (AUS)               | 35e                |
| 5                  | Elisa Longo Borghini (ITA) (chrono) | 3e                 |
| 6                  | Amanda Spratt (AUS)                 | 20e                |

| Arkéa Pro Cycling Team ARK | Arkéa Pro Cycling Team ARK  | Arkéa Pro Cycling Team ARK |
| -------------------------- | --------------------------- | -------------------------- |
| Num                        | Coureuse                    | Pos                        |
| 11                         | Clara Emond (CAN)           | 29e                        |
| 12                         | Megan Armitage (IRL)        | 78e                        |
| 13                         | Maaike Coljé (NED)          | 51e                        |
| 14                         | Danielle De Francesco (AUS) | 41e                        |
| 15                         | Anastasiya Kolesava (BLR)   | 55e                        |
| 16                         | Anaïs Morichon (FRA)        | AB-3                       |

| Born To Win-Zhiraf-G20 BTW | Born To Win-Zhiraf-G20 BTW | Born To Win-Zhiraf-G20 BTW |
| -------------------------- | -------------------------- | -------------------------- |
| Num                        | Coureuse                   | Pos                        |
| 21                         | Sara Casasola (ITA)        | 45e                        |
| 22                         | Zina Barhoumi (SUI)        | 75e                        |
| 23                         | Lea Fuchs (SUI)            | 54e                        |
| 24                         | Marta Romance (ESP)        | HD-2                       |
| 25                         | Giorgia Serena (ITA)       | HD-2                       |
| 26                         | Ella Simpson (AUS)         | AB-3                       |

| Canyon-SRAM Racing CSR | Canyon-SRAM Racing CSR                  | Canyon-SRAM Racing CSR |
| ---------------------- | --------------------------------------- | ---------------------- |
| Num                    | Coureuse                                | Pos                    |
| 31                     | Katarzyna Niewiadoma (POL)              | 4e                     |
| 32                     | Ricarda Bauernfeind (GER)               | NP-3                   |
| 33                     | Elise Chabbey (SUI)                     | 5e                     |
| 34                     | Tiffany Cromwell (AUS)                  | 42e                    |
| 35                     | Pauliena Rooijakkers (NED)              | 22e                    |
| 36                     | Agnieszka Skalniak-Sójka (POL) (chrono) | 50e                    |

| Cofidis COF | Cofidis COF            | Cofidis COF |
| ----------- | ---------------------- | ----------- |
| Num         | Coureuse               | Pos         |
| 41          | Clara Koppenburg (GER) | 12e         |
| 42          | Victoire Berteau (FRA) | 31e         |
| 43          | Flavie Boulais (FRA)   | 74e         |
| 44          | Morgane Coston (FRA)   | AB-4        |
| 45          | Valentine Fortin (FRA) | AB-4        |
| 46          | Rachel Neylan (AUS)    | 46e         |

| Fenix-Deceuninck FED | Fenix-Deceuninck FED       | Fenix-Deceuninck FED |
| -------------------- | -------------------------- | -------------------- |
| Num                  | Coureuse                   | Pos                  |
| 51                   | Yara Kastelijn (NED)       | AB-2                 |
| 52                   | Greta Marturano (ITA)      | 21e                  |
| 53                   | Petra Stiasny (SUI)        | 19e                  |
| 54                   | Julie Van de Velde (BEL)   | 13e                  |
| 55                   | Inge van der Heijden (NED) | 44e                  |
| 56                   | Sophie Wright (GBR)        | AB-4                 |

| Israel-Premier Tech Roland CGS | Israel-Premier Tech Roland CGS | Israel-Premier Tech Roland CGS |
| ------------------------------ | ------------------------------ | ------------------------------ |
| Num                            | Coureuse                       | Pos                            |
| 61                             | Claire Steels (GBR)            | 6e                             |
| 62                             | Caroline Baur (SUI) (route)    | AB-4                           |
| 63                             | Elena Hartmann (SUI) (chrono)  | 40e                            |
| 64                             | Anna Kiesenhofer (AUT)         | NP-3                           |
| 65                             | Elena Pirrone (ITA)            | 28e                            |
| 66                             | Lara Vieceli (ITA)             | AB-3                           |

| Liv Racing TeqFind LIV | Liv Racing TeqFind LIV         | Liv Racing TeqFind LIV |
| ---------------------- | ------------------------------ | ---------------------- |
| Num                    | Coureuse                       | Pos                    |
| 71                     | Marta Jaskulska (POL)          | NP-4                   |
| 72                     | Caroline Andersson (SWE)       | 27e                    |
| 73                     | Valerie Demey (BEL)            | 73e                    |
| 74                     | Tereza Neumanová (CZE) (route) | 48e                    |
| 75                     | Katia Ragusa (ITA)             | AB-3                   |
| 76                     | Sabrina Stultiens (NED)        | 67e                    |

| Maxx-Solar Rose Women Racing ___ | Maxx-Solar Rose Women Racing ___ | Maxx-Solar Rose Women Racing ___ |
| -------------------------------- | -------------------------------- | -------------------------------- |
| Num                              | Coureuse                         | Pos                              |
| 81                               | Lydia Wegemund (GER)             | 76e                              |
| 82                               | Leila Gschwentner (AUT)          | 81e                              |
| 83                               | Lisa Kromm (GER)                 | 80e                              |
| 84                               | Olivia Schoppe (GER)             | AB-3                             |
| 85                               | Jette Simon (GER)                | 79e                              |
| 86                               | Michelle Stark (SUI)             | NP-2                             |

| Movistar Team MOV | Movistar Team MOV            | Movistar Team MOV |
| ----------------- | ---------------------------- | ----------------- |
| Num               | Coureuse                     | Pos               |
| 91                | Floortje Mackaij (NED)       | 37e               |
| 92                | Katrine Aalerud (NOR)        | 30e               |
| 93                | Sara Martín (ESP)            | 72e               |
| 94                | Paula Patiño (COL)           | 34e               |
| 95                | Arlenis Sierra (CUB) (route) | 18e               |

| Stade Rochelais Charente-Maritime CMW | Stade Rochelais Charente-Maritime CMW | Stade Rochelais Charente-Maritime CMW |
| ------------------------------------- | ------------------------------------- | ------------------------------------- |
| Num                                   | Coureuse                              | Pos                                   |
| 101                                   | Lotte Claes (BEL)                     | 25e                                   |
| 102                                   | Noémie Abgrall (FRA)                  | AB-4                                  |
| 103                                   | Marine Allione (FRA)                  | AB-3                                  |
| 104                                   | Floraine Bernard (FRA)                | HD-2                                  |
| 105                                   | Natalie Grinczer (GBR)                | 24e                                   |
| 106                                   | Maëva Squiban (FRA)                   | 70e                                   |

| Coop-Hitec Products HPU | Coop-Hitec Products HPU       | Coop-Hitec Products HPU |
| ----------------------- | ----------------------------- | ----------------------- |
| Num                     | Coureuse                      | Pos                     |
| 111                     | Sigrid Ytterhus Haugset (NOR) | 39e                     |
| 112                     | Stine Dale (NOR)              | 63e                     |
| 113                     | India Grangier (FRA)          | AB-3                    |
| 114                     | Kerry Jonker (RSA)            | AB-3                    |
| 115                     | Tiril Jørgensen (NOR)         | 64e                     |

| Team DSM DSM | Team DSM DSM            | Team DSM DSM |
| ------------ | ----------------------- | ------------ |
| Num          | Coureuse                | Pos          |
| 121          | Juliette Labous (FRA)   | AB-3         |
| 122          | Francesca Barale (ITA)  | 32e          |
| 123          | Eleonora Ciabocco (ITA) | 52e          |
| 124          | Églantine Rayer (FRA)   | 10e          |
| 125          | Becky Storrie (GBR)     | 65e          |
| 126          | Nienke Vinke (NED)      | 60e          |

| Grand Est-Komugi-La Fabrique GEK | Grand Est-Komugi-La Fabrique GEK | Grand Est-Komugi-La Fabrique GEK |
| -------------------------------- | -------------------------------- | -------------------------------- |
| Num                              | Coureuse                         | Pos                              |
| 131                              | Fabienne Buri (SUI)              | AB-3                             |
| 132                              | Solbjørk Minke Anderson (DEN)    | 56e                              |
| 133                              | Eyeru Tesfoam Gebru (ETH)        | 69e                              |
| 134                              | Léa Stern (SUI)                  | AB-2                             |
| 135                              | Ségolène Thomas (FRA)            | 47e                              |
| 136                              | Anabel Yapura (ARG) (chrono)     | 53e                              |

| Team Jayco AlUla BEX | Team Jayco AlUla BEX        | Team Jayco AlUla BEX |
| -------------------- | --------------------------- | -------------------- |
| Num                  | Coureuse                    | Pos                  |
| 141                  | Alexandra Manly (AUS)       | 43e                  |
| 142                  | Jessica Allen (AUS)         | 77e                  |
| 143                  | Georgia Baker (AUS)         | 71e                  |
| 144                  | Ruby Roseman-Gannon (AUS)   | 15e                  |
| 145                  | Wei Shi Chelsie Tan (SGP)   | AB-3                 |
| 146                  | Urška Žigart (SLO) (chrono) | 7e                   |

| SD Worx SDW | SD Worx SDW                        | SD Worx SDW |
| ----------- | ---------------------------------- | ----------- |
| Num         | Coureuse                           | Pos         |
| 151         | Demi Vollering (NED)               | 2e          |
| 152         | Elena Cecchini (ITA)               | 66e         |
| 153         | Niamh Fisher-Black (NZL)           | 8e          |
| 154         | Marlen Reusser (SUI) (chrono)      | 1re         |
| 155         | Marie Schreiber (LUX)              | AB-4        |
| 156         | Blanka Vas (HUN) (route et chrono) | 33e         |

| UAE Team ADQ UAD | UAE Team ADQ UAD            | UAE Team ADQ UAD |
| ---------------- | --------------------------- | ---------------- |
| Num              | Coureuse                    | Pos              |
| 161              | Marta Bastianelli (ITA)     | AB-4             |
| 162              | Alena Amialiusik (BLR)      | 49e              |
| 163              | Olivia Baril (CAN)          | 11e              |
| 164              | Eugenia Bujak (SLO) (route) | 59e              |
| 165              | Eleonora Gasparrini (ITA)   | 14e              |
| 166              | Mikayla Harvey (NZL)        | 23e              |

| Centre mondial du cyclisme WCC | Centre mondial du cyclisme WCC | Centre mondial du cyclisme WCC |
| ------------------------------ | ------------------------------ | ------------------------------ |
| Num                            | Coureuse                       | Pos                            |
| 171                            | Maude Le Roux (RSA)            | 58e                            |
| 172                            | Natalia Franco (COL)           | 61e                            |
| 173                            | Selam Ahama Gerefiel (ETH)     | 62e                            |
| 174                            | Dziyana Lebedz (BLR)           | AB-1                           |
| 175                            | Jasmin Liechti (SUI)           | 68e                            |
| 176                            | Luciana Roland (ARG)           | HD-2                           |

| Team Jumbo-Visma TJV | Team Jumbo-Visma TJV      | Team Jumbo-Visma TJV |
| -------------------- | ------------------------- | -------------------- |
| Num                  | Coureuse                  | Pos                  |
| 181                  | Amber Kraak (NED)         | 9e                   |
| 182                  | Carlijn Achtereekte (NED) | 57e                  |
| 183                  | Kim Cadzow (NZL)          | 17e                  |
| 184                  | Rosita Reijnhout (NED)    | 36e                  |
| 185                  | Eva van Agt (NED)         | 26e                  |
| 186                  | Nienke Veenhoven (NED)    | HD-2                 |